# Хамидов, Сухроб Садуллаевич
Сухро́б Садулло́евич Хами́дов (тадж. Ҳамидов Сӯҳроб Саъдуллоевич; 14 августа 1975, Душанбе, СССР) — таджикистанский футболист, нападающий. Мастер спорта Таджикистана (1998).

## Биография

### Карьера футболиста
С 1993 года по 1997 год защищал цвета республиканского клуба «Бофанда». В 1997 году выступал за солигорский «Шахтёр», в команде в провёл всего 8 матчей. Затем играл за клуб «Варзоб», в составе которого дважды стал чемпионом Таджикистана и дважды победителем Кубка Таджикистана. В 1999 забил в чемпионате 19 мячей.
После Хамидов снова играл за солигорский «Шахтёр», в составе которого сыграл 52 матча и забил 7 мячей. Затем играл за клубы — БДА, «Экибастузец» из Казахстана. В 2004 году играл за «Регар-ТадАЗ», в составе команды стал чемпионом Таджикистана и смог стать лучшим бомбардиром чемпионата, забив 33 гола. В 2007 году в составе клуба «Хима» стал лучшим бомбардиром чемпионата, забив 21 мяч. С 2008 года выступал за столичный «Энергетик».
С 1996 года по 2004 год выступал за национальную сборную Таджикистана, Сухроб сыграл 14 матчей и забил 5 голов.

### Вне футбола
Окончил энергетический факультет Таджикского технического университета и Таджикский институт физической культуры. Женат, имеет четырёх детей — Мехриниссо, Нигора, Насиба и Джахонгир.
Параллельно с карьерой футболиста, работает менеджером в компании, осуществляющей услуги автосервиса. Его первым автомобилем был ВАЗ-2106, после ездил на машине ВАЗ-2109. В 2005 году Хамидов купил Daewoo Lacetti южнокорейской сборки.

## Достижения
- Чемпион Таджикистана (3): 1998, 1999, 2004
- Серебряный призёр Чемпионата Таджикистана (2): 2005, 2006.
- Обладатель Кубка Таджикистана (3): 1998, 1999, 2005.
- Финалист Кубка Таджикистана (3): 2006, 2007, 2008.
- Бронзовый призёр Чемпионата Белоруссии: 2002.
- Обладатель Кубка президента АФК: 2005.

Лучший бомбардир Чемпионата Таджикистана (2): 2004, 2007.